# 메이크 해픈
메이크 해픈(Make It Happen)은 2008년 개봉한 미국의 댄스 영화이다.
이 영화는 국제적으로 극장 개봉되었지만, 이 영화는 2008년 12월 9일 미국에서 비디오 영화로 개봉되었다.

## 줄거리
로린 커크는 댄서를 꿈꾸는 소녀로, 고향인 인디애나 글렌우드에는 댄스 학교가 없어 시카고의 유명 댄스 학교 오디션을 보기 위해 떠난다. 가족 차고에서 일하는 오빠 조엘은 그녀의 결정을 걱정하지만 결국 응원해준다. 오디션에서 로린은 힙합 위주의 춤을 선보이지만, 심사위원은 더 "관능적이고 여성스러운" 춤을 원한다며 그녀를 탈락시킨다.
실망한 로린은 우울한 기분으로 식당에 갔다가 견인되는 차를 보고 난처해진다. 식당의 친절한 종업원 다나는 로린에게 자신의 아파트를 제공하고, 로린은 오빠를 볼 면목이 없어 다나와 함께 지내기로 한다. 다음 날, 다나는 로린을 버레스크 스타일의 댄스 클럽 '루비'로 데려간다. 그곳에서 로린은 능글맞은 DJ 러스와 클럽 주인 브렌다를 만나고, 브렌다는 로린의 뛰어난 숫자 감각을 보고 그녀를 경리 담당으로 고용한다. 로린은 댄서 카르멘의 멋진 공연을 보게 된다.
어느 날 밤늦게 클럽을 정리하던 로린은 무대에 올라 조용하고 우아한 춤을 추고, 멀리서 러스는 이를 지켜본다. 다음 날 밤, 댄서가 부족해진 브렌다는 러스의 제안으로 로린에게 춤을 춰달라고 부탁한다. 처음에는 어색해하던 로린은 러스가 힙합 음악을 틀자 멋진 힙합 댄스를 선보이며 루비의 새로운 스타로 떠오른다. 로린과 러스의 관계가 발전하는 동안, 로린은 무대에서 계속해서 놀라운 공연을 펼치고, 카르멘과 브룩은 질투심에 그녀를 방해하려 한다.
어느 날 밤, 조엘은 로린이 클럽에서 춤추는 모습을 보게 된다. 로린은 조엘이 집 차고가 빚 때문에 위기에 처했다는 사실을 알게 되고, 무대를 떠나 고향으로 돌아가 차고를 살리기로 결심한다. 하지만 얼마 후, 조엘은 차고에서 즐겁게 춤추는 로린을 보고 그녀에게 다시 한번 오디션에 도전해보라고 격려한다. 다시 시카고로 돌아간 로린은 오디션을 성공적으로 마치고, 응원하러 온 러스와 기쁨을 나눈다. 로린은 브렌다에게 사과하기 위해 루비로 돌아가고, 그곳에서 그녀를 위한 깜짝 축하 파티가 열리는 것을 발견하며 파티는 춤으로 이어진다.

## 캐스팅
- 메리 엘리자베스 윈스티드 - Lauryn Kirk
- 라일리 스미스 - Russ
- 테사 톰슨 - Dana
- 줄리사 베르무데스 - Carmen
- 존 리어든 - Joel Kirk
- 캐런 르블랑 - Brenda
- 애슐리 로버츠 - Brooke
- 맷 키픈 - Wayne